# باول ديفيد ميلر
باول ديفيد ميلر (بالإنجليزية: Paul David Miller)‏ هو ضابط أمريكي، ولد في 1 ديسمبر 1941 في روانوك في الولايات المتحدة.